# 柳树镇 (西乡县)
柳树镇，是中华人民共和国陕西省汉中市西乡县下辖的一个乡镇级行政单位。

## 行政区划
柳树镇下辖以下地区：
柳树村、严家沟村、白杨村、丰河村、丰东村、曾家岭村、高家店村、三义村、小龙村、大沙村、小丰村、清泉村、油坊村、北溪村和马营村。